# Kamrat (tilltalsord)
Kamrat är ett tilltalsord som är särskilt vanligt bland socialister men det används även av andra personer. Se även Idrottsföreningen Kamraterna.
Tilltalet kamrat är inspirerat av den franska revolutionen där ordet citoyen (medborgare) infördes som ett tilltal i stället för monsieur eller madame. Tanken är att det ska vara ett mer jämlikt alternativ till att använda titlar. Om man avhandlar ryska förhållanden används ibland det ryska ordet tavaritj.